# New Miami, Ohio
New Miami là một làng thuộc quận Butler, tiểu bang Ohio, Hoa Kỳ. Năm 2010, dân số của làng này là 2249 người.

## Dân số
- Dân số năm 2000: 2469 người.
- Dân số năm 2010: 2249 người.